# Brandon Bye
Brandon Bye (Kalamazoo, 29 novembre 1995) è un calciatore statunitense, difensore del N.E. Revolution.

## Caratteristiche tecniche
È un terzino destro.

## Carriera

### Club
Ha esordito in MLS il 4 marzo 2018 disputando con il N.E. Revolution l'incontro perso 2-0 contro il Philadelphia Union.

## Statistiche

### Presenze e reti nei club
Statistiche aggiornate al 27 dicembre 2018.
| Stagione        | Squadra         | Campionato      | Campionato | Campionato | Coppe nazionali | Coppe nazionali | Coppe nazionali | Coppe continentali | Coppe continentali | Coppe continentali | Altre coppe | Altre coppe | Altre coppe | Totale | Totale | Totale |
| Stagione        | Squadra         | Comp            | Pres       | Reti       | Comp            | Pres            | Reti            | Comp               | Pres               | Reti               | Comp        | Pres        | Reti        | Pres   | Reti   |        |
| --------------- | --------------- | --------------- | ---------- | ---------- | --------------- | --------------- | --------------- | ------------------ | ------------------ | ------------------ | ----------- | ----------- | ----------- | ------ | ------ | ------ |
| 2018            | N.E. Revolution | MLS             | 24         | 1          | USOC            | 1               | 0               |                    | -                  | -                  |             | -           | -           | 25     | 1      |        |
| Totale carriera | Totale carriera | Totale carriera | 24         | 1          |                 | 1               | 0               |                    | -                  | -                  |             | -           | -           | 25     | 1      |        |

## Palmarès

### Club

#### Competizioni nazionali
- MLS Supporters' Shield: 1

New England Revolution: 2021